# (9731) 1982 JD1
A (9731) 1982 JD1 a Naprendszer kisbolygóövében található aszteroida. A Palomar csillagvizsgálóban fedezték fel 1982. május 15-én.